# Pentheochaetes apicalis
Pentheochaetes apicalis là một loài bọ cánh cứng trong họ Cerambycidae.